# Jost Capito
Jost Capito (Neunkirchen, 29 de septiembre de 1958) es un ejecutivo de automovilismo alemán. Es principalmente reconocido por haber sido el director de Volkswagen Motorsport entre 2011 y 2016. En 2021 y 2022 fue gerente del equipo Williams de Fórmula 1.

## Biografía
En 1985, con 27 años, Jost Capito participó en el Rally París-Dakar como mecánico en el equipo donde su padre Karl-Friedrich Capito era piloto de un Mercedes-Benz Unimog. Ganaron en la clasificación de camiones. En 1989 ocupó su primer cargo en el Grupo Volkswagen cuando se incorporó a la división deportiva de Porsche.
En 1996, Capito se trasladó a Sauber como miembro del comité ejecutivo. Posteriormente se mudó a la filial europea de Ford, donde permaneció durante casi una década. Durante su periodo como director de la división Motorsport, fue responsable de impulsar el desarrollo del Focus Mk1 RS, que en su forma WRC se llevó la corona de fabricantes del Campeonato Mundial de Rally en 2006 y 2007.
Capito se unió a Volkswagen en mayo de 2012. Durante su tiempo allí, Volkswagen dominó en el WRC, ganando tres campeonatos de fabricantes y tres de pilotos con Sébastien Ogier (2013-2015). El equipo ganó también ambos campeonatos de 2016, ya con Capito fuera.
En enero de 2016, anunciado como director ejecutivo de McLaren, no puede unirse al equipo hasta que Volkswagen haya nombrado a su sucesor. Capito confirmó a Autosport que dejaría Volkswagen después del Rally de Alemania. Su primer fin de semana en Fórmula 1 con su nuevo equipo fue el Gran Premio de Italia. Poco después de la última carrera de la temporada, McLaren anunció que Capito había dejado su puesto.
En diciembre de 2020, Capito fue anunciado como el nuevo CEO del equipo Williams Racing de Fórmula 1. En junio de 2021, se convirtió en director del equipo.
En diciembre de 2022 deja de ser jefe equipo de la escudería Williams Racing.

## Resultados

### Rally Dakar
| Año                           | Categoría                   | Vehículo                    | Posición                    | Etapas                      |                             |
| Participaciones como piloto   | Participaciones como piloto | Participaciones como piloto | Participaciones como piloto | Participaciones como piloto | Participaciones como piloto |
| ----------------------------- | --------------------------- | --------------------------- | --------------------------- | --------------------------- | --------------------------- |
| 1983                          | Coches                      | Toyota                      | Ret.                        | -                           |                             |
| Participaciones como copiloto |                             |                             |                             |                             |                             |
| 1985                          | Camiones                    | Unimog                      | 1.º                         | -                           |                             |
| 1986                          | Camiones                    | Unimog                      | Ret.                        | -                           |                             |
| Fuente:                       |                             |                             |                             |                             |                             |